# Vuelo 3843 de Aeroflot
El vuelo 3843 de Aeroflot fue un vuelo comercial de la Unión Soviética de Aeroflot que se estrelló el 13 de enero de 1977, después de un incendio en el motor izquierdo cerca del aeropuerto de Almaty. Las 90 personas a bordo fallecieron en el accidente.

## Aeronave y tripulación
La aeronave involucrada en el accidente era un Tupolev Tu-104B, registrado СССР-42369 a nombre de Aeroflot. La aeronave fue entregada a Aeroflot el 31 de octubre de 1958. En el momento del accidente, la aeronave acumulaba 27.189 horas de vuelo y 12.819 aterrizajes en servicio.
La tripulación de vuelo estaba formada por un capitán, un primer oficial, dos navegantes y un ingeniero de vuelo; tres asistentes de vuelo estaban estacionados en la cabina.

## Accidente
El vuelo 3843 era un servicio de Jabárovsk a Almaty vía Novosibirsk. El avión partió para el segundo tramo de su vuelo desde Novosibirsk a las 17:13 el 13 de enero de 1977. A 40 kilómetros (25 millas; 22 millas náuticas) del aeropuerto de Almaty, el avión estaba a una altitud de 2100 metros (6890 pies). Los testigos notaron el motor izquierdo de la aeronave en llamas a unos 15 kilómetros (9 mi; 8 nmi) del aeropuerto. Con el ala todavía en llamas, luego subió de unos 180 metros (600 pies) a 300 metros (1000 pies) antes de sumergirse y explotar en un campo cubierto de nieve. El cielo sobre el aeropuerto en ese momento estaba despejado, aunque debido a la neblina, la visibilidad era de 1.850 metros (2.023 yardas). La aeronave golpeó el suelo en un ángulo de 28 ° con un balanceo, a una velocidad de 150 a 190 kilómetros por hora (93 a 118 mph) y giró 200 a 210 ° con respecto al eje de la pista. El fuselaje se partió en dos; la parte delantera del fuselaje se hundió en el suelo 2 metros (10 pies). La parte trasera del fuselaje con el conjunto de cola se empujó hacia atrás 18 metros (60 pies) y no se quemó en el fuego. Los exámenes forenses mostraron que los pasajeros estuvieron expuestos a monóxido de carbono durante el vuelo.

## Investigación
La junta de accidentes descubrió que el motor izquierdo de la aeronave había estado sujeto a fuego durante 10 a 15 minutos. El fuego aumentó al frenar para aterrizar debido a una disminución en el flujo de aire, dañando los controles. El avión se detuvo y se estrelló a tres kilómetros del aeropuerto.